# アクアリウム (須藤真澄の漫画)
『アクアリウム』は、須藤真澄による日本の漫画。1992年から1994年にかけて『コミックジャスティス』（富士美出版）および『コミックゲーメスト』（新声社）にて連載された。単行本は全1巻が新声社から、のち秋田書店から刊行されている。

## 概要
主人公の女の子を5歳区切りで1話ずつ（厳密に1話ごとに5年ではない）描き、全10話で完結の物語となっている。

## 主要登場人物
杢子
主人公。本名：斉藤杢子。母や叔母の鎮香には「もっこ」と呼ばれている。お魚と話が出来、鎮香といる時は水の中の人たちが視える。
上記の経緯から魚に対する思い入れは大変強く、魚料理は絶対に食べない。
鎮香（しずか）
本名：中野鎮香、のち結婚して牛島鎮香。杢子の母親の妹であり、杢子といると時折水の中の世界に行くことが出来る。
おじいちゃん
水の中の世界にいて、杢子が話をすることができる人物。設定について詳しい事は書かれていないが、著者の初期作品から現在の作品に至るまでの「お年寄り」の描き方に沿って描かれている。
杢子の母

牛島
本名：牛島萬右衛門。鎮香の美大時代の同級生で仲が良く、卒業後鎮香と組んで絵の仕事をし、のち鎮香と結婚。

## サブタイトル一覧
1. ACT.1 GOLD FISH [AGE 0]
2. ACT.2 FISH PRESERVE [AGE 5]
3. ACT.3 AQUARIUM [AGE 10]
4. ACT.4 BEACH [AGE 15]
5. ACT.5 SPLASH AREA [AGE 15]
6. ACT.6 JUNCTION LINE [AGE 15]
7. ACT.7 SHIPWRECK [AGE 15]
8. ACT.8 UNKNOWN OCEAN [AGE 15]
9. ACT 9 READY FOR THE WIND [AGE 20]
10. ACT 10 SHIPS HAVE BEEN SAILING [AGE 25]
11. ACT 0 CONTINUE

## 書誌情報
- 『AQUARIUM』新声社 1994年6月30日 第1刷発行 ISBN 4-88199-110-8 c0079 P980E
- 『AQUARIUM』新声社 1998年2月10日 第2版第1冊 ISBN 4-88199-439-5 c0979 \950E
- 『AQUARIUM』秋田書店 2000年8月15日 初版発行 ISBN 4-253-10363-4 c0979 \848E

## 映画
『AQUARIUM』1998年12月19日公開。イリュージョン・ピクチャーズ配給。
キャスト
- 杢子 - 藤垣絵美
- 金魚 - ミッキー・カーチス
- しずか - 稲吉貴子
- 斉藤巖
- 岡本一

スタッフ
- 監督・製作・編集・合成：蜂須賀健太郎
- 脚本：切通理作
- 原作：須藤真澄
- 撮影監督：阪本善尚
- プロダクション・デザイナー：神田裕、森山美樹
- 音楽監督：ボブ佐久間
- 録音：笠原晋